# گغام در-کاراپتیان
گغام در-کاراپتیان (ارمنی: Գեղամ Տեր-Կարապետյան؛ 1865 – ۲۸ نوامبر ۲۸ ۱۹۱۸) یک نویسنده و سیاستمدار برجسته ارمنی‌تبار اهل امپراتوری عثمانی بود که با نام ادبی «مشو گغام» (ارمنی: Մշոյ Գեղամ) شناخته می‌شود.

## زندگی‌نامه
در-کاراپتیان در سال ۱۸۵۶ در روستای خیبیان در ولایت بیتلیس، امپراتوری عثمانی به دنیا آمد. وی مهمترین نویسنده ادبیات استانی ارمنستان غربی بود.
وی همچنین سیاست‌مدار و روزنامه‌نگاری متعهد بود. در-کاراپتیان به عنوان نماینده فدراسیون انقلابی ارمنی در Ottoman Chamber of Deputies خدمت کرد.